# Moisés Augusto Rocha
Moisés Augusto Rocha (* 1927) ist ein portugiesischer Catcher und Gelegenheitsschauspieler.

## Leben
Rocha war, wie sein Bruder Carlos, als Wrestler aktiv. Unter dem Namen Jack Rocha war er in zahlreichen Matches seit 1960 zu sehen. Der hochgewachsene, kräftige und glatzköpfige Rocha, der als Schauspieler auch das Pseudonym Jack Rocks benutzte, drehte während der Zeit des spanischen Film-Booms zwischen 1964 und 1975 Jahre einige Filme, darunter vierzehn Italowestern und etliche Streifen unter der Regie von Jess Franco. Auch in der deutschen Fernsehserie Percy Stuart hatte er eine Rolle inne.

## Filmografie (Auswahl)
- 1964: Nevada Joe (Oeste Nevada Joe)
- 1965: Die Hölle von Manitoba
- 1965: Unser Mann aus Istanbul (Operación Estambul)
- 1966: Dinamita Jim
- 1966: Keinen Dollar für dein Leben (Un Dollaro di fuoco)
- 1967: Der lange Tag der Rache (I lunghi giorni della vendetta)
- 1968: Für ein paar Leichen mehr (Sonora)
- 1969: Nachts, wenn Dracula erwacht (El conde Dracula)
- 1970: Dr. M schlägt zu
- 1970: Der Teufel kam aus Akasava
- 1971: Der Todesrächer von Soho
- 1972: Ein Halleluja für Spirito Santo (Un uomo avvisato mezzo ammazzato… parola di Spirito Santo)
- 1974: Les Humphries – Es knallt und die Engel singen